# Low Pin Count

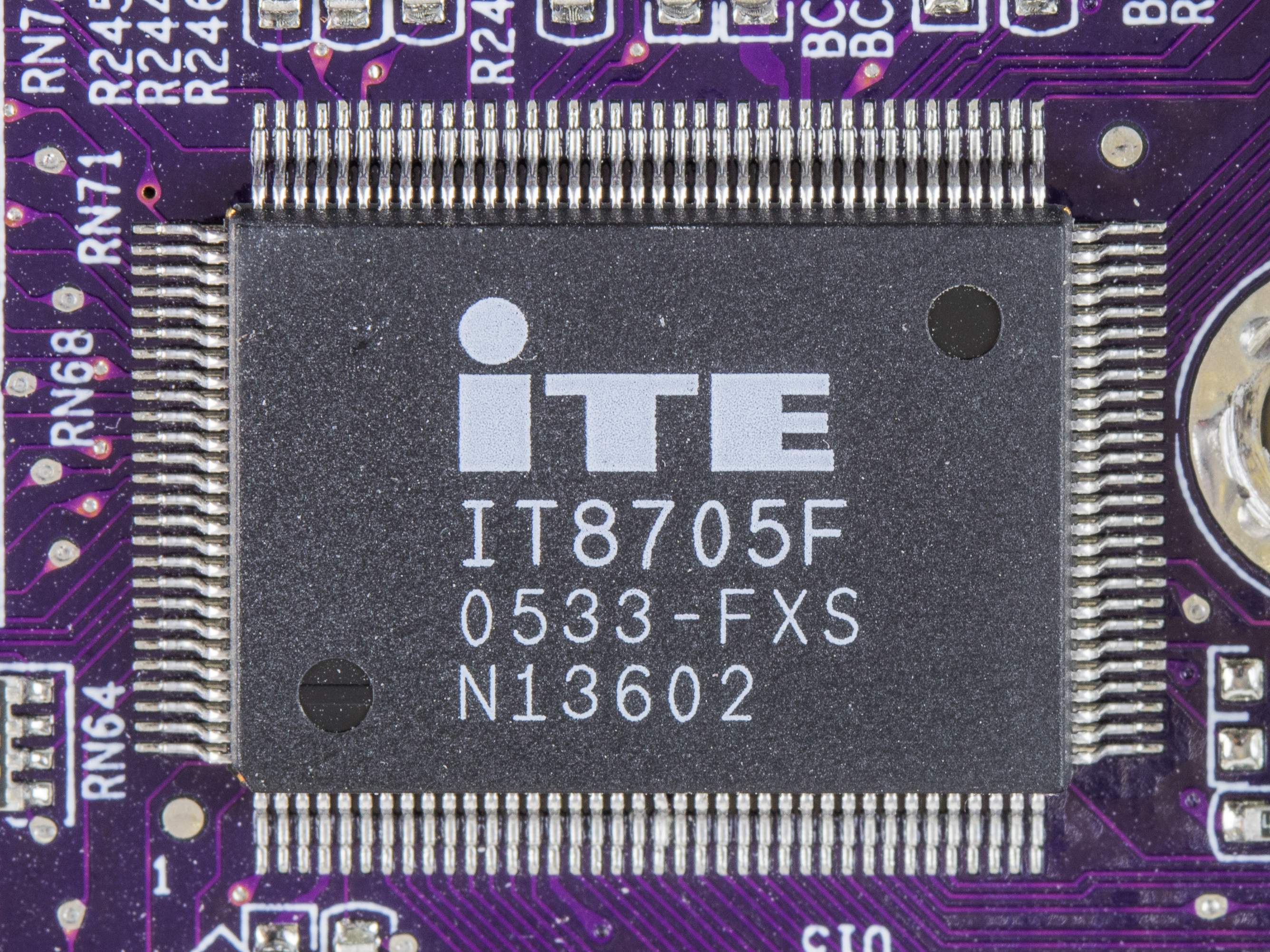
IT8705F - НВІС інтерфейсу Low Pin Count.

Low Pin Count (LPC bus) — шина, використовувана в IBM PC-сумісних персональних комп'ютерах для підключення до центрального процесора пристроїв, що не вимагають великої пропускної здатності. До таких пристроїв відносяться постійна пам'ять (BIOS ROM) і контролери «застарілих» інтерфейсів передачі даних, таких як послідовний і паралельні інтерфейси, інтерфейс підключення маніпулятора «миша» і клавіатури, НГМД, а з недавнього часу і пристроїв зберігання криптографічної інформації. Зазвичай контролер шини LPC розташований в південному мосту на материнській платі.
Шина LPC була введена[куди?] фірмою Intel в 1998 році для заміни шини ISA. Хоча LPC фізично сильно відрізняється від ISA , програмна модель периферійних контролерів, що підключаються через LPC, залишилася колишньою. Це дозволило без доробок використовувати на комп'ютерах з LPC ПЗ, розроблене для керування периферійними контроллерами, які підключалися до шини ISA.

## Специфікація
Специфікація на шину LPC визначає сім обов'язкових сигналів, необхідних для забезпечення двосторонньої передачі даних. Чотири з цих сигналів використовуються для передачі як адресної інформації, так і для передачі даних. Решта три використовуються для керування: це сигнали frame, reset і тактовий сигнал.
Специфікація також визначає сім необов'язкових сигналів, які можуть бути використані для підтримки переривань, організації сеансів обміну DMA, повернення системи із стану з низьким споживанням енергії («сплячого режиму», англ. Sleeping), а також для того, щоб проінформувати периферійні пристрої про швидке відключення живлення.
Пропускна здатність шини LPC залежить від режиму обміну; виділяють окремі режими обміну для роботи з пристроями введення-виведення, пристроями типу «пам'ять», сеансами DMA і ін. Однак у кожному разі пропускна здатність шини LPC вище, ніж шини ISA при роботі в аналогічному режимі. При частоті тактового сигналу 33,3 МГц пропускна здатність шини LPC становить 16,67 МБ/с.
Основною перевагою шини LPC є невелике число необхідних для роботи сигналів: для роботи шини потрібно тільки сім сигналів, що спрощує розведення і без того насичених провідниками сучасних материнських плат. Використання шини LPC дозволяє відмовитися від розводки від 30 до 72 провідників, які б довелося розвести при використанні шини ISA. Використовувана в LPC частота тактового сигналу в 33,3 МГц була обрана для уніфікації з шиною PCI. Шина LPC призначена для з'єднання НВІС в рамках однієї друкованої плати (материнської плати), таким чином в специфікації не передбачено роз'ємів для передачі сигналів шини, і тим більше не передбачено створення плат розширення.
Оригінальна ігрова консоль Xbox мала у своєму складі налагоджувальний порт з шиною LPC, що дозволяло ентузіастам запускати на цій системі свої програми.